# Yalınçevre, Hadim
Yalınçevre là một thị trấn thuộc huyện Hadim, tỉnh Konya, Thổ Nhĩ Kỳ. Dân số thời điểm năm 2011 là 598 người.